# Regno di Lituania (1251-1263)
Il Regno di Lituania fu una monarchia nata nel Paese baltico che durò dal 1251 al 1263 circa. Re Mindaugas fu il primo e unico monarca incoronato, ma lo status politico di regno decadde in occasione del suo assassinio, avvenuto nel 1263. Ai regnanti successivi ci si riferisce utilizzando il titolo di Granduca, sebbene i loro poteri esecutivi fossero assai simili a quello di Mindaugas. Nella storia della Lituania, questo fu il primo tentativo storico di instaurare una monarchia: seguì un secondo ad opera di Vitoldo il Grande nel 1430 e un terzo nel 1918, quando il Consiglio di Lituania costituì per pochi mesi il Regno di Lituania.

## Il regno di Mindaugas

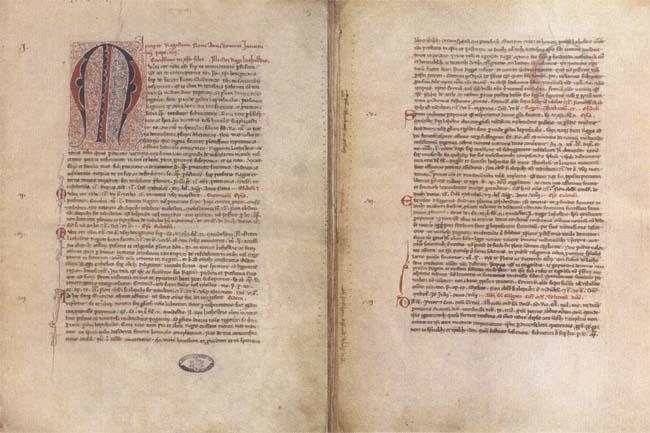
La bolla papale del 1251 che sanciva la giurisdizione del Vescovo di Roma sulla Lituania

All'inizio del tredicesimo secolo, la Lituania era popolata perlopiù da tribù baltiche pagane, le quali si erano costituite formando il Ducato di Lituania. Nel 1230, Mindaugas divenne capo del Granducato. Nel 1249, scoppiò una guerra tra il sovrano e i suoi nipoti Tautvilas e Edivydas. Ognuna delle fazioni cercava alleati oltre confine: Mindaugas riuscì a convincere l'Ordine di Livonia a fornirgli sia assistenza militare che supporto una volta salito al trono, in cambio della sua conversione al cattolicesimo e alcune terre della Lituania occidentale. Il regno fu così ufficialmente riconosciuto il 17 luglio 1251, data in cui il Vescovo di Chełmno incoronò lui e sua moglie Morta come re e regina col consenso di Papa Innocenzo IV. Nel 1255, Mindaugas ricevette il placet da Papa Alessandro IV ad incoronare suo figlio come re di Lituania.
L'incoronazione e l'alleanza con l'Ordine livoniano comportarono un periodo di pace tra Lituania e Livonia. Durante quegli anni, i lituani allargarono i propri confini ad est, mentre i cavalieri crociati tentarono di espandersi in Samogizia. Persuaso da suo nipote Treniota, Mindaugas interruppe il periodo di pace dopo che l'Ordine fu sconfitto nella battaglia di Skuodas nel 1259 e nella battaglia di Durbe nel 1260. Le forze lituane dovettero però spostarsi nuovamente ad est per fronteggiare un nuovo nemico, i mongoli giunti dall'Asia nelle terre dell'attuale Ucraina e Bielorussia (le quali in quel tempo appartenevano al Regno di Lituania) tra il 1258 e il 1259. I lituani furono sopraffatti diverse volte dai mongoli, senza mai riuscire ad opporre un'adeguata resistenza contro l'orda. Ad ogni modo, le incursioni furono sporadiche e in futuro la Lituania ebbe modo di riprendersi.
Nonostante le disfatte, Treniota continuò ad essere al centro dei pensieri dello zio, il quale iniziava a temere le politiche del giovane: quest'ultimo aveva infatti avviato alcune operazioni militari ai danni dell'Ordine: risulta chiaro come tale aggressione non poteva lasciare Mindaugas indifferente. Nacque così una lotta intestina che culminò con l'assassinio di Mindaugas e dei suoi due figli nel 1263. I lituani tornarono a professare il paganesimo e il Regno, nato da meno di dieci anni, ebbe fine. Nonostante l'uccisione del sovrano, le terre appartenute a Mindaugas continuarono ad essere le stesse del suo successore: l'unica differenza ebbe, come detto, riferimento al titolo del capo; non si parlava più di re, ma di Granduca. La conversione al cristianesimo delle popolazioni lituane ebbe definitivamente luogo nel 1387, più di due secoli dopo dalla morte di Mindaugas a seguito di una massiccia operazione di cristianizzazione.

## Tentativi di ripristino della monarchia
Un primo tentativo di ripristinare la monarchia fu operato dal Granduca
Vitoldo (che fu guida dal 1392–1430). Come emerso dal congresso di Luc'k, fu proclamato re e la Lituania regno dall'imperatore del Sacro Romano Impero Sigismondo di Lussemburgo nel 1430, ma la corona reale, inviata da Sigismondo a Vitoldo fu depredata dalle forze polacche. Di lì a poco Vitoldo morì, senza mai essere stato incoronato sovrano.
Assieme all'Unione di Lublino, il Granducato di Lituania divenne parte della Confederazione polacco-lituana. I sovrani venivano intitolati come re di Polonia e Granduchi di Lituania: questa diversità di titoli, sia pur formale, permase tanto che in Europa la Confederazione era indicata come l'unione tra Granducato e Corona del Regno di Polonia.
A seguito dell'atto d'indipendenza della Lituania del febbraio 1918, fu ristabilita la monarchia e a divenire il secondo re nella storia del Paese baltico fu il Duca di Urach, noto storicamente col nome di Mindaugas II. Comunque sia, la monarchia ebbe vita breve e re Mindaugas II non mise mai piede in Lituania. Il Regno di Lituania era uno stato cliente dell'Impero tedesco e già poco prima dell'Armistizio di Compiègne, con cui si chiudeva la Grande Guerra alla fine del 1918, l'idea della monarchia fu accantonata in favore di una repubblica democratica.